# Stenodynerus foxensis
Stenodynerus foxensis är en stekelart som beskrevs av Richard Mitchell Bohart 1944. Stenodynerus foxensis ingår i släktet smalgetingar, och familjen Eumenidae. Inga underarter finns listade i Catalogue of Life.